# Laoechinophorus
Laoechinophorus – rodzaj chrząszczy z rodziny kózkowatych i podrodziny zgrzypikowych.

## Zasięg występowania
Przedstawiciele tego rodzaju występują w południowych Chinach oraz Azji Południowo-Wschodniej.

## Systematyka
Do Laoechinophorus należą 3 gatunki:
- Laoechinophorus thailandicus
- Laoechinophorus unifasciatus
- Laoechinophorus yunnanus